# Bromdesoxyuridin
Bromdesoxyuridin (BrdU) ist ein chemisches Analogon des Nukleosids Thymidin bzw. Desoxyuridin. Es wird zur labordiagnostischen Markierung proliferierender Zellen in vitalen Geweben verwendet. Es entsteht durch Verbindung von Desoxyribose mit der Nucleobase 5-Bromuracil.
BrdU kann von der Zelle aufgenommen werden und in phosphorylierter Form anstelle des Nukleotids Desoxythymidintriphosphat (dTTP) während der S-Phase des Zellzyklus in die neu synthetisierte DNA als Markierung eingebaut werden. Spezifische Antikörper gegen BrdU können eingesetzt werden, um eine erfolgte DNA-Synthese immunhistochemisch nachzuweisen. Für die Bindung des Antikörpers an das BrdU ist eine Denaturierung der DNA notwendig, die üblicherweise mit Säuren oder Hitze durchgeführt wird.
Da BrdU während der DNA-Replikation das Thymidin ersetzen kann, ist es in der Lage, Mutationen auszulösen. Es ist daher potentiell gesundheitsschädigend.